# Солонка (приток Казанки)
Солонка (тат. Кәлимә, или тат. Кавал) — река в России, протекает в Республике Татарстан. Длина реки составляет 26 км. Площадь водосборного бассейна — 152 км². Устье реки находится в 9,5 км по правому берегу реки Казанка.
На реке расположены несколько населённых пунктов: Большие Ковали, Берновые Ковали, Шигали, Семиозёрка, Макаровка, Кадышево, Голубое Озеро (последние два — в составе Авиастроительного района Казани).